# Pearson PLC
Pearson PLC este o companie multinațională, cu sediul în Regatul Unit axată pe servicii de educație și publicație.
Originând în 1844 și numită S Pearson and Son de Samuel Pearson în 1856, ce a început ca o mică afacere locală de inginerie civilă în Yorkshire a crescut între 1880 și 1927 într-un conglomerat internațional diversificat masiv sub conducerea ulterioară a nepotului lui Samuel Weetman Pearson. Până în timpul celui de-al Doilea Război Mondial, compania avea filiale majore naționale și internaționale în producție, electricitate, petrol, cărbune, servicii bancare și financiare, publicații (periodice și cărți) și aviație.
După cel de-al Doilea Război Mondial și naționalizarea multor industrii de către guvernul britanic, Pearson s-a reorientat pe publicație și mass-media. În 1984, compania și-a schimbat numele din S. Pearson & Son PLC în Pearson PLC. Sub conducerea directorului general Marjorie Scardino, în 1998 compania a format Pearson Education, iar din 2016 educația a devenit axarea exclusivă a lui Pearson PLC. Din 2023 Pearson Education, cunoscută din 2011 ca simplu Pearson, este filiala principală a lui Pearson PLC. Pearson deține una dintre comisiile de examinare GCSE pentru Regatul Unit, Edexcel.
Pearson plc are o listă principală la Bursa de Valori din Londra și este un component al indicelui FTSE 100. Are o listă secundară la Bursa de Valori din New York sub formă de certificate de depozit americane.